# 18112 Жанлюкжоссе
18112 Жанлюкжоссе (18112 Jeanlucjosset) — астероїд головного поясу, відкритий 5 липня 2000 року.
Тіссеранів параметр щодо Юпітера — 3,368.